# Michael Witherell

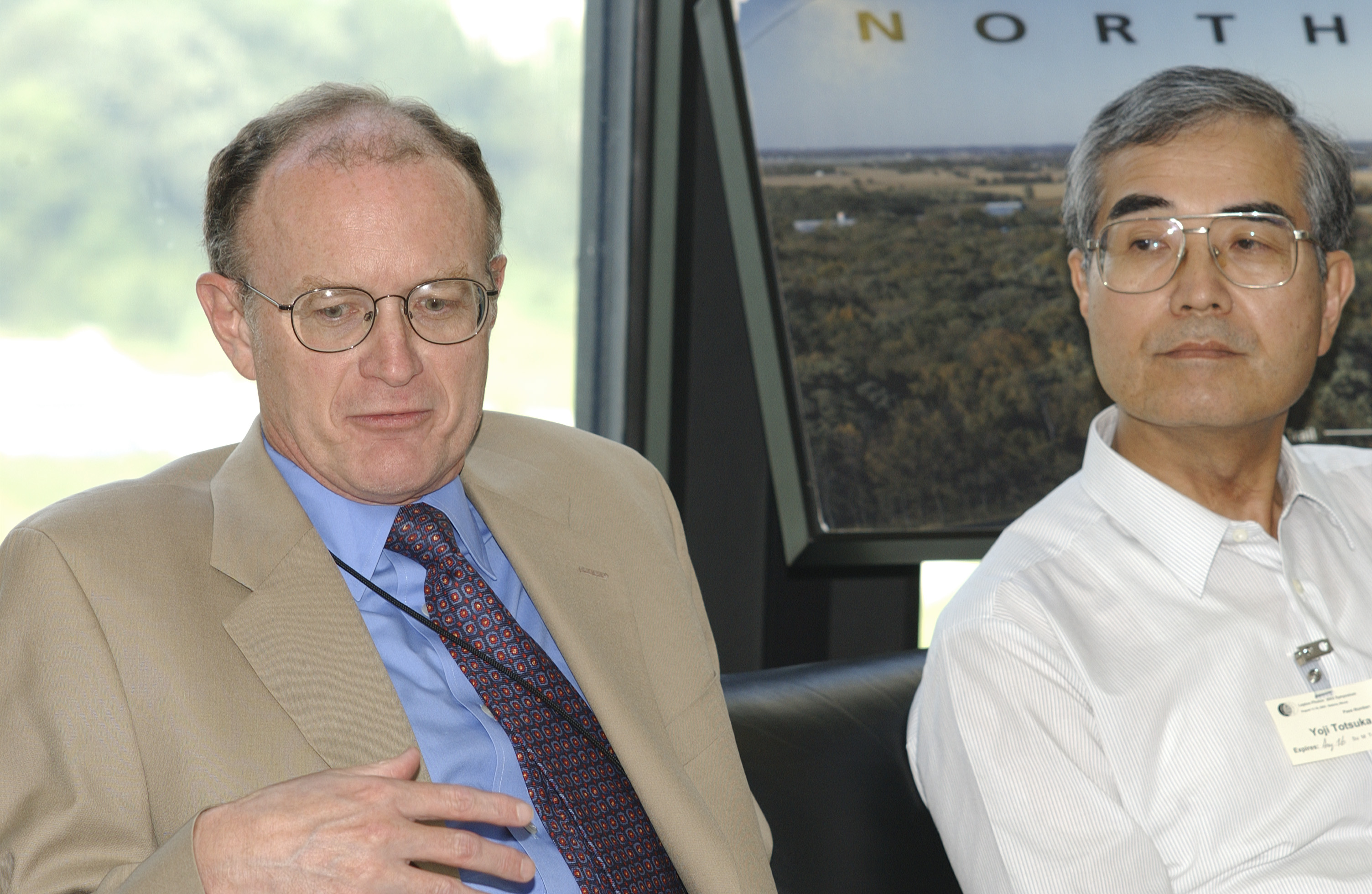
Michael Witherell und Yoji Totsuka, 2003

Michael Stewart Witherell (* 22. September 1949 in Toledo, Ohio) ist ein US-amerikanischer experimenteller Teilchenphysiker, und seit Januar 2016 Direktor vom Lawrence Berkeley National Laboratory in Berkeley Kalifornien.
Witherell studierte an der University of Michigan (Bachelor-Abschluss 1968) und machte 1969 seinen Master-Abschluss und promovierte 1973 an der University of Wisconsin. Danach war er von 1973 bis 1981 an der Princeton University (zuerst als Instructor, ab 1975 als Assistant Professor) und ab 1981 an der University of California, Santa Barbara (UCSB), zunächst als Assistant Professor, ab 1983 als Associate Professor und ab 1986 als Professor. 1999 bis 2005 war er Direktor des Fermilab, dessen Physics Advisory Committee er seit 1985 angehörte. 2005 wurde er Vizekanzler für Forschung der UCSB. Er forschte vor allem am Fermilab, aber auch am SLAC, Brookhaven National Laboratory und am Teilchenphysik-Labor der Cornell University. 1990 erhielt er den Panofsky-Preis für seine Arbeiten in den 1980er Jahren am Fermilab zu Charm-Quarks. Er entwickelte am Fermilab neue Messinstrumente (Silicium Vertex Detectors, Hochgeschwindigkeits-Datenerfassungssysteme). In den 1990er Jahren war er am BaBar-Experiment des SLAC beteiligt.
Whitherell ist Mitglied der National Academy of Sciences (1998) und der American Academy of Arts and Sciences (2017), Fellow der American Association for the Advancement of Science und der American Physical Society. 2004 erhielt er die höchste Auszeichnung des Energieministeriums der Vereinigten Staaten, den Gold Award des US Secretary of Energy.
1990 erhielt er den dritten Panofsky-Preis. 1991 bis 1993 gehörte er auch dem Physics Advisory Committee des Superconducting Super Collider an und 1992 bis 1996 dem Scientific Policy Committee des SLAC, zuletzt als Vorsitzender. 1997 bis 1999 stand er dem High Energy Physics Advisory Panel des Energieministeriums vor.
Seine Frau Beth Witherell ist Literaturhistorikerin.

## Schriften
- mit Helen Quinn: The asymmetry between matter and antimatter. Scientific American, Oktober 1998